# Guiende
Guiende es una aldea situada en la ladera del monte Iroite, en el municipio de Lousame, provincia de La Coruña, Galicia, España. Pertenece a la parroquia de Tállara.
En 2021 tenía una población de 65 habitantes (39 hombres y 26 mujeres). Está situada a 286 metros sobre el nivel del mar a 8,4 km de la cabecera municipal. Las localidades más cercanas son Barreira y Pascual. 